# 推しの王子様
『推しの王子様』（おしのおうじさま）は、フジテレビ系「木曜劇場」枠で2021年7月15日から9月23日まで放送されたテレビドラマ。主演は本作が同局系連続ドラマ初主演となる比嘉愛未。
乙女ゲームを手掛けるベンチャーの女性社長が、衝撃的な出会いを果たすも無作法・無教養・無気力な青年を自社で雇用し、理想の男性に育てるべく奮闘する日々を描く。
同年1月期に同枠で放送された『知ってるワイフ』の制作陣が再集結して制作される。
当初、主演には深田恭子が予定されていたが、適応障害と診断されたことから療養のために降板となり、比嘉が代役として主演に抜擢された。

## ストーリー
ゲーム制作のベンチャー企業「ペガサス・インク」の社長・日高泉美は、全てを自分の理想通りに作り上げたケント様というキャラクターと恋に落ちる乙女ゲーム『ラブ・マイ・ペガサス』が異例の大ヒットを記録したことで、新進気鋭の経営者として一躍世間から注目されるが、近年は新作ゲームを生み出すことに苦戦していた。
そんなある日、容姿がケント様にそっくりな五十嵐航が空から舞い降りてきて、彼に抱きしめられるという衝撃的な出会いを果たすが、当の航は無気力・無作法・無教養、更には恋愛経験もないという「ないない尽くし」の青年であった。泉美は一度は失望するも航をペガサス・インクで雇い、さながら乙女ゲームのように、仕事に言葉遣い、マナー、知識、更には生きがいや恋の仕方まで教えこもうと奮闘する。

## キャスト

### 主要人物
日高泉美（ひだか いずみ）〈36〉
演 - 比嘉愛未
本作の主人公。ゲーム制作のベンチャー企業「ペガサス・インク」代表取締役社長。
前々職では保険会社の社員として無気力な日々を送っていたが、友人から教えられた乙女ゲームに夢中になりゲーム業界へ転職、転職先のゲーム制作会社「ゼウス」で出会った光井の誘いでペガサス・インクを起業する。
コミュニケーション能力とマネジメント力に長け、誰に対しても友好的に接し、どんな困難も直向きに進む姿勢で、部下からの信頼も厚い。反面、私生活ではここ何年も恋愛をしておらず、週に1度は自社が手掛けた乙女ゲーム『ラブ・マイ・ペガサス』に没頭する日々。
ある日、容姿が『ラブ・マイ・ペガサス』のキャラクター・ケント様にソックリな航と出会い、「私があなたを理想の男性に育てる!」と航を会社に雇い、乙女ゲームさながら理想の男性に育てるため奮闘する。
ペガサス・インクの更なる発展のためにランタンHDの傘下に入る道を選ぶが、その際に受け入れた条件である『ラブ・マイ・ペガサス』のサービス終了や、事業計画の作成優先で制作現場から離れたことで、乙女ゲームに対してかつての様な情熱を持てなくなり、体調も崩してしまい、責任感からペガサス・インクを退社、住んでいた高級マンションを引き払って実家に戻るが、航を始め社員からの声で、社長として復帰した。
五十嵐航（いがらし わたる）〈23〉
演 - 渡邊圭祐（幼少期：原田幸明）　
空から舞い降りてきた、乙女ゲーム『ラブ・マイ・ペガサス』のキャラクター・ケント様に容姿がソックリな青年。岐阜県出身。
容姿は王子様だが、中身は無作法で無教養で無気力、ファッションにも無頓着で、これまで人を好きになったこともないという。
10代の頃、訳あって上京したが、何もかも上手くいかず、遂には借金も抱え、窮屈な日々を過ごしていた。当初は日雇いアルバイトの清掃員で、借金取りから逃れるために歩道橋から飛び降りた際に泉美に初めて出会い、泉美から乙女ゲームに出会う前の無気力な日々を過ごしていた過去の自分自身の姿に重ね合わせられたことがきっかけで、彼女からペガサス・インクの従業員として雇われ、乙女ゲームさながら泉美から育成されることになる。
高校時代に美術コンクールで入賞した経験があり、デッサンの基礎はできていたため、光井のダメ出しを受けつつゲーム画面の背景を描く手伝いをしていた。新作ゲーム『恋する森の中へ』では、主人公3兄弟のいとこ・ルナというキャラクターを創作し、社内コンペで採用されるなど、徐々に社内で頭角を現していく。ペガサス・インクに就職して8か月後、プランナー兼デザイナーとして『恋する森の中へ』を大ヒットさせるエース社員に成長し、世間から「乙女ゲーム界のプリンス」と呼ばれるまでになる。

### ペガサス・インク
乙女ゲームにハマった泉美が光井に誘われ、4年前に起業したゲーム制作のベンチャー企業。
光井倫久（みつい ともひさ）〈42〉
演 - ディーン・フジオカ
副社長。敏腕ゲームディレクター。ゲーム開発のモニターとしてゼウスの総務部にいた泉美から意見をもらい彼女の能力を評価し、ペガサス・インクの起業に誘った人物。泉美に秘かに思いを寄せる。泉美からは「ミッチー」と呼ばれている。
古河杏奈（ふるかわ あんな）〈21〉
演 -白石聖
インターンとして働く大学3年生。航とは同郷の幼馴染で秘かに想いを寄せている。「ラブラブケント」のアカウント名でSNSに投稿している。
泉美と離別することとなった航にアプローチしたことで彼から交際を申し込まれ付き合うこととなり、新年度からペガサス・インクの正社員となる内定を得ている。
渡辺芽衣（わたなべ めい）〈28〉
演 - 徳永えり
デザイナー。2.5次元俳優・三上悠太が「推し」。
有栖川遼（ありすがわ りょう）〈27〉
演 - 瀬戸利樹
プランナー。歴史好きで休日の城巡りが趣味。愛称：アリス。「推し」の戦国武将は武田信玄。
小原マリ（おばら マリ）〈30〉
演 - 佐野ひなこ
デザイナー。女性アイドルグループ「26時のマスカレイド」にハマっている。ペガサス・インクでは唯一の既婚者で一児の母。
織野洋一郎（おりの よういちろう）〈31〉
演 - 谷恭輔
エンジニア。編み物好き男子。

### ランタン・ホールディングス
ランタンHD。大手アウトドア・メーカー。経営の多角化でエンターテインメント分野へ参入を決定している。
水嶋十蔵（みずしま じゅうぞう）〈60〉
演 - 船越英一郎（第1話 - 第3話・第8話 - 第10話）
代表取締役社長。泉美から次回作の乙女ゲームへの出資を持ち掛けられ、彼女の熱意あるプレゼンに新作ゲームへの出資を決める。
新作ゲーム『恋する森の中へ』が大ヒットすると、泉美にランタンHDの傘下に入ることを打診するが、傘下に入る際、売り上げ不振に傾きだした『ラブ・マイ・ペガサス』のサービスを終了させることを条件として突き付ける。
小島博之（こじま ひろゆき）〈45〉
演 - 竹森千人（第1話・第3話・第7話 - 第10話）
メディア事業部長。水嶋社長に話を通さず、独自の判断で出資に対するリターンの見通しが不明確なのでゲーム制作へ出資できないと告げたり、提出した新作ゲーム『恋する森の中へ』の企画に何度もブラッシュアップや追加要求を出したりとペガサス・インクのゲーム制作を窮地に追い込む。
ペガサス・インクがランタンHDの傘下に入ると、ゲーム制作の統括部長に就任する。

### ゼウス
泉美と光井がペガサス・インク起業前に勤めていたゲーム制作会社。
井上
演 - 池田良（第1話 - 第3話）
泉美のゼウス時代の同僚。プランナー。ランタンHDとのタイアップで自社がゲームを制作できそうなことを泉美に自慢し、ペガサス・インクの経営相談に乗ってやってもいいと上から目線で泉美に語り掛ける。しかし、水嶋社長が泉美からのゲーム制作の出資交渉に応じる様子を目撃すると、マスコミに出てちやほやされてる奇麗な女社長だから声をかけられただけだと難癖をつけたため、航に水差しで頭から冷や水を浴びせかけられる。

### その他
藤井蓮（ふじい れん）〈18〉
演 - 藤原大祐
泉美の自宅に出前で出入りする中華料理店「天華楼」のアルバイト。シンガーソングライターとしてメジャーデビューをめざし、路上ライブを行っている。
三上悠太
演 - 仲村宗悟
渡辺芽衣が推す2.5次元俳優。結婚を機に俳優業を引退し、テレビ番組で食レポなどをするタレントに路線変更する。
吉井美優
演 - 吉井美優（26時のマスカレイド）（本人役）
小原マリが推すアイドル。
ケント様 / ケント・ヘンリック
声 - 外崎友亮
乙女ゲーム『ラブ・マイ・ペガサス』のキャラクター。劇中のゲームシーンに登場する。
日高妙子
演 - 長野里美

### ゲスト
第1話
紗栄子
演 - 松本享子（第7話）
航の母。航の父が勤める会社が倒産し、無職となってから苦労を続けてきたが、航が高校の頃、美術コンクールで入賞したある日、家を出てそれ以来音信不通となる。
インタビュアー
演 - 宮司愛海（フジテレビアナウンサー）（第2話・第3話）
ドキュメンタリー番組のインタビュアー。密着取材をされた泉美を番組でインタビューする。
「F・J・Tインターナショナル」の経営者
演 - 境浩一朗
新作ゲームへの出資交渉で企画書そっちのけで泉美を口説こうとしたことから、泉美側から出資交渉を打ち切られる。
野口
演 - 影山徹
航の清掃作業アルバイトの同僚。アルバイト契約が来週切られることを航に伝える。
理香子
演 - 河井青葉
泉美の友人。5歳 （演 - 加藤叶和）と3歳の二人の子供を持つ既婚者。保険会社で同僚であった泉美に乙女ゲームを勧め、彼女をゲーム業界に転職するきっかけを与えた人物。
借金取り
演 - さすけ、秋定遼太郎（滝音）
航の借金10万円を取り立てようと彼に暴力をふるうが、泉美が借金を肩代わりする。
第2話
草野
演 - 太田基裕
ボイスプロダクションの社員。ペガサス・インクを打ち合わせで訪問した際、航の接客マナーの悪さに驚く。
白石
演 - 津村和幸
ETホールディングス社長。ペガサス・インクへの出資交渉相手。泉美との出資交渉のための会食に出席する。
白石菜美
演 - 大河原恵
白石社長の娘。高校生。ケント様の大ファンで、容姿が似ている航と会食で会った際は感激するが、航から粗相でナイフで切った肉を顔に飛ばされ号泣する。
佐々木
演 - 谷藤太
白石社長の部下。白石社長とともに泉美と航との会食に同席する。
第3話
店長
演 - 世志男
航が過去に働いていた職場の店長。航に仕事を覚える気があるのかと怒鳴りつけ、取っ組み合いとなる。
野島浩輔
演 - 永山たかし（第7話・第10）
ランタンHD・営業部長。小島の要求に合わせ練り直した新作ゲームの企画にリクープが遅く、アウトドアの要素が強すぎるとダメ出しし、コンテンツ部分の予算カットをメールで要求してくる。
ペガサス・インクがランタンHDの傘下に入ると、これまでゲームの世界観に馴染まないことから受け入れてこなかったタイアップ企画を持ち掛け、スポンサー企業の社長夫人が推す声優を起用するようゴリ押しをしてくる。
中島
演 - 青山フォール勝ち（ネルソンズ）
ランタンHD・メディア事業部。ペガサス・インクの新作ゲーム『恋する森の中へ』のプレゼン会議に出席する。
木島
演 - 岸健之助（ネルソンズ）
ランタンHD・営業部。ペガサス・インクの新作ゲーム『恋する森の中へ』のプレゼン会議に出席する。
島
演 - 和田まんじゅう（ネルソンズ）
ランタンHD・広報戦略担当。ペガサス・インクの新作ゲーム『恋する森の中へ』のプレゼン会議に出席する。
第8話
インタビュアー
演 - 佐久間みなみ（フジテレビアナウンサー）
テレビ番組のインタビュアー。「乙女ゲーム界のプリンス」と評判の航を番組でインタビューする。
安藤
演 - 平原テツ（第9話）
光井のゲーム業界の友人。独立して「エナ・カンパニー」というゲーム制作会社を企業する計画があり、光井に「日髙泉美が作りたいゲームでなく、自分が作りたいゲームを作れ」「お前がペガサス・インクにいる意味って何だよ?」と訴えかけ、彼をペガサス・インクから引き抜きにかかるが、断られる。
駿河幸宏
演 - 武内駿輔
声優。ペガサス・インクの新作ゲーム『恋する森の中へ』で航が創作したキャラクター・ルナのボイスアクターにキャスティングされたが、準備された台本に期待していたような熱意が感じられず酷いとクレームをつけ仕事をボイコットしかけたものの、航が手直しした台本に熱意を感じアフレコに応じる。
第9話
古河時雄、古河房子
演 - 高松克弥、見方あゆ美
杏奈の両親。杏奈に会うために上京し、その際、一緒に会食した航にペガサス・インクに就職する杏奈のことをよろしく頼むと託ける｡
第10話
「ESCエンターテインメント」の社員
演 - 高木トモユキ、小林音子
コンシューマーゲームを販売する「ESCエンターテインメント」の社員。ペガサス・インクが初めて制作するコンシューマーゲーム「銀河のラビリンス」の販売交渉のプレゼンを受ける。

## スタッフ
- 脚本 - 阿相クミコ[3]、伊達さん[3]（大人のカフェ）
- 演出 - 木村真人、河野圭太、倉木義典
- 音楽 - 瀬川英史
- ゲーム制作 - ボルテージ
- 主題歌 - Uru「Love Song」（ソニー・ミュージックレーベルズ）[13]
- 挿入歌 - DEAN FUJIOKA「Runaway」（A-Sketch）[14]
- プロデュース - 貸川聡子[6]（共同テレビ）
- 編成企画 - 狩野雄太[6]（フジテレビ）
- 制作 - フジテレビ
- 制作著作 - 共テレ

## 放送日程
| 各話                                                                        | 放送日  | サブタイトル                                                | 脚本                | 演出     | 視聴率 |
| --------------------------------------------------------------------------- | ------- | ----------------------------------------------------------- | ------------------- | -------- | ------ |
| 第1話                                                                       | 7月15日 | 空から降る残念男子 私が人生変えてみせる 女性社長の決意!!    | 阿相クミコ          | 木村真人 | 6.0%   |
| 第2話                                                                       | 7月22日 | 残念男子が学ぶのはマナー? 頑張る彼女を救う予想外の一言!!    | 阿相クミコ 伊達さん | 木村真人 | 5.0%   |
| 第3話                                                                       | 7月29日 | 社内崩壊のピンチ!! 打開の鍵は知る喜び                       | 伊達さん            | 河野圭太 | 4.1%   |
| 第4話                                                                       | 8月05日 | 突然の告白 推しが燃えて知る大切な事                         | 阿相クミコ          | 河野圭太 | 4.4%   |
| 第5話                                                                       | 8月12日 | 好きを知って気づく本当の気持ち･･･ 秘密がバレて関係崩壊!?    | 伊達さん            | 木村真人 | 4.8%   |
| 第6話                                                                       | 8月19日 | 壊れた関係･･･ 本当に伝えたい気持ちとは?                     | 阿相クミコ          | 倉木義典 | 4.5%   |
| 第7話                                                                       | 8月26日 | 最後に教える人生を歩むために大切な事!? そして告白･･･ 答えは | 阿相クミコ 伊達さん | 木村真人 | 4.7%   |
| 第8話                                                                       | 9月02日 | 8か月後･･･ 封印した想いを涙の告白! 遂にあの男が動き出す!!   | 伊達さん            | 河野圭太 | 5.3%   |
| 第9話                                                                       | 9月09日 | 原点か? 皆の夢か? 苦渋の末の究極の選択 そして答えはキス!?   | 伊達さん            | 木村真人 | 4.6%   |
| 第10話                                                                      | 9月16日 | 新天地で企画始動!! 交際開始で気づく本心 失敗で崩壊の危機!?  | 阿相クミコ          | 河野圭太 | 5.3%   |
| 最終話                                                                      | 9月23日 | 大切な居場所とは? 無くした情熱と好きを取り戻す皆への想い    | 伊達さん            | 木村真人 | 5.1%   |
| 平均視聴率 4.9%（視聴率はビデオリサーチ調べ、関東地区・世帯・リアルタイム） |         |                                                             |                     |          |        |

- 初回は22時 - 23時09分の15分拡大放送。
- 8月5日放送の第4話は、テレビ大分・テレビ宮崎では当該時間帯に日本テレビ系の東京オリンピック中継をネット受けするため、8月10日(火)20:00 - 20:54に時差ネット。
- 最終話はアニメ『鬼滅の刃』第五夜を放送する特別編成のため20分繰り下げ、22時20分 - 23時14分に放送。

## スピンオフドラマ
『ぼくの推しは王子様』（ぼくのおしはおうじさま）のタイトルで本編第1話放送終了後の2021年7月15日午後11時9分からFODで配信されている。瀬戸利樹が演じるベンチャー企業「ペガサス・インク」のプランナーの有栖川遼が主人公で、有栖川が谷恭輔が演じる同僚の織野洋一郎が開発した「有栖川専用の恋愛アプリ」を使って、さまざまな女性と出会う姿を描くラブストーリー。有栖川にとっての運命の女性が現れるとアラームが鳴るという設定。

### キャスト（スピンオフドラマ）
- 有栖川遼 - 瀬戸利樹
- 織野洋一郎 - 谷恭輔
- 渡辺芽衣 - 徳永えり
- 小原マリ - 佐野ひなこ

### ゲスト（スピンオフドラマ）
- 草野 - 太田基裕（#1・#2）
- 藤井蓮 - 藤原大祐（#3）
- 三上悠太 - 仲村宗悟（#4）
- 五十嵐航 - 渡邊圭祐（#6）
- 勘解由小路サクラ - 山口馬木也（#7）
- 光井倫久 - ディーン・フジオカ（#8）
- 兎田ヒロシ（シナリオライター） - 和田雅成（#9 - 最終話）

### スタッフ（スピンオフドラマ）
- 脚本 - 佐藤勇樹
- 演出 - 倉木義典、吉田使憲、齋藤誠
- 音楽 - 瀬川英史
- 主題歌 - DEAN FUJIOKA「Runaway」（A-Sketch）
- プロデュース - 村木美砂（共同テレビ）
- 編成企画 - 江花松樹（フジテレビ）
- 制作著作 - フジテレビ
- 制作協力 - 共テレ

### 配信日程
| 各話 | 配信日  | サブタイトル                   | 演出     |
| ---- | ------- | ------------------------------ | -------- |
| #1   | 7月15日 | 運命の人が見つかる恋愛アプリ!? | 倉木義典 |
| #2   | 7月22日 | 運命の企画会議!?               | 倉木義典 |
| #3   | 7月29日 | 運命の出前配達!?               | 吉田使憲 |
| #4   | 8月05日 | 運命の空城の計!?               | 吉田使憲 |
| #5   | 8月12日 | 運命の毛糸!?                   | 齋藤誠   |
| #6   | 8月19日 | 運命のモーニングルティーン!?   | 齋藤誠   |
| #7   | 8月26日 | 運命のセリフ変更!?             | 吉田使憲 |
| #8   | 9月02日 | 運命の聞き間違い!?             | 齋藤誠   |
| #9   | 9月09日 | 運命のボールペン!?             | 吉田使憲 |
| #10  | 9月16日 | 運命の負けヒロイン!?           | 倉木義典 |
| #11  | 9月23日 | 運命の人!?                     | 倉木義典 |

## タイアップ
- 2021年7月15日、ボルテージのスマートフォンアプリ『100シーンの恋+』にて劇中ゲーム『ラブ・マイ・ペガサス』を配信[19]。